# Vecteur directeur

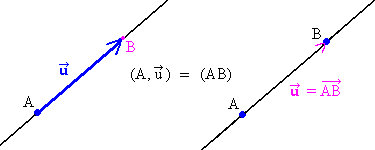
exemple de vecteur

En mathématiques, on appelle vecteur directeur d'une droite {\displaystyle (D)} tout vecteur {\displaystyle {\vec {U}}}, non nul, qui possède la même direction que la droite {\displaystyle (D)} .
Pour une droite donnée, il existe une infinité de vecteurs directeurs, tous colinéaires entre eux.

## Propriétés
Propriété : Deux vecteurs directeurs d'une même droite sont colinéaires.
Théorème — Soit une droite {\displaystyle (D)} du plan repéré par le repère {\displaystyle (O;{\vec {i}};{\vec {j}})}.

Si une équation de {\displaystyle (D)} est {\displaystyle ax+by+c=0}, alors les deux vecteurs de coordonnées respectives {\displaystyle (-b;a)} et {\displaystyle (b;-a)} sont des vecteurs directeurs de {\displaystyle (D)}.
Par exemple, supposons que l'équation d'une droite soit {\displaystyle 3x-2y+15=0}, alors {\displaystyle (2;3)} et {\displaystyle (-2;-3)} sont tous les deux des vecteurs directeurs.